# Giuseppe Giannini
Giuseppe Giannini (ur. 20 sierpnia 1964 w Rzymie) – włoski piłkarz grający podczas swojej kariery na pozycji pomocnika. Brązowy medalista MŚ 90. Długoletni zawodnik Romy.
W Romie grał 14 lat. W Serie A debiutował 31 stycznia 1982 w spotkaniu z Ceseną. W lidze w tym czasie rozegrał 318 meczów i strzelił 49 bramek. Przez 9 sezonów (1987–1996) był kapitanem zespołu. Trzykrotnie triumfował w Coppa Italia (1984, 1986, 1991). W 1996 odszedł do austriackiego Sturmu Graz, jednak wkrótce wrócił do ojczyzny. Krótko był zawodnikiem SSC Napoli, w latach 1997–1998 grał w US Lecce. Po zakończeniu kariery sportowej pracował jako komentator telewizyjny oraz trener w zespołach z niższych lig.
W reprezentacji Włoch zagrał 47 razy i strzelił 6 bramek. Debiutował 6 grudnia 1986 w meczu z Maltą, ostatni raz zagrał w 1991. W 1988 zdobył brązowy mistrzostw Europy. Podczas MŚ 90 wystąpił we wszystkich meczach Italii.